# جس مارگرا
جس مارگرا (انگلیسی: Jess Margera؛ زادهٔ ۲۸ اوت ۱۹۷۸) موسیقی‌دان اهل ایالات متحده آمریکا است. وی از سال ۱۹۹۳ میلادی تاکنون مشغول فعالیت بوده است.